# 山口誠太郎

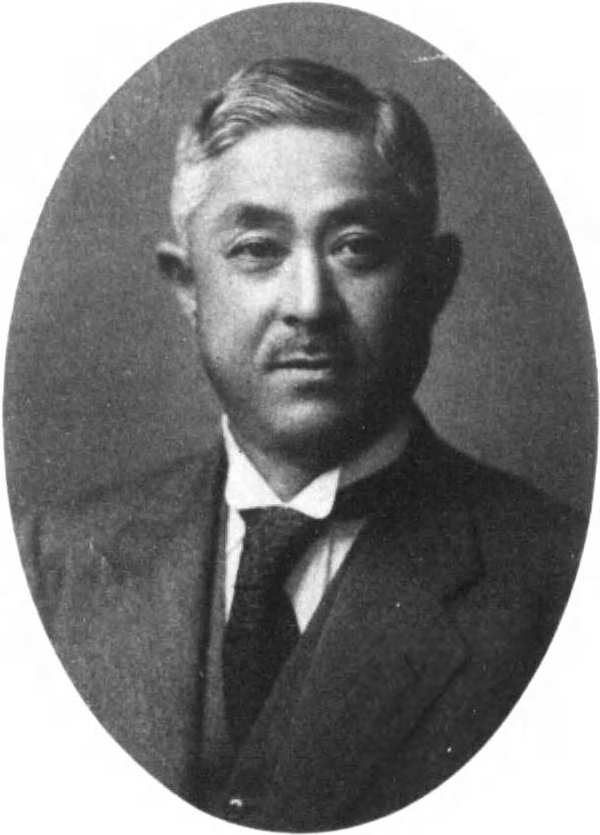
山口誠太郎の肖像写真

山口 誠太郎（やまぐち せいたろう、1885年〈明治18年〉4月15日 - 1958年〈昭和33年〉11月13日）は、明治末期から昭和にかけての日本の実業家である。新潟県の実業家山口達太郎の長男で、父の跡を継ぎ長岡銀行（後の北越銀行）頭取や北越水力電気社長、日本石油（現・ENEOS）取締役などを務めた。

## 経歴

### 相続前

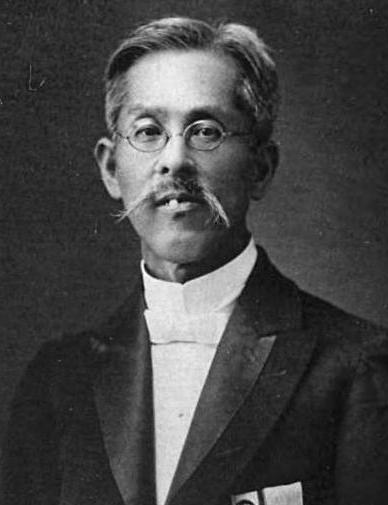
父・山口達太郎

山口誠太郎は1885年（明治18年）4月15日、山口達太郎の長男として生まれた。出生地は新潟県刈羽郡横沢村（現・長岡市小国町横沢）。祖父・山口権三郎（1902年没）は幕末に村の庄屋（大庄屋格）を務め、明治に入ってからは新潟県会議員・議長になるとともに実業家として銀行や日本石油（現・ENEOS）・北越鉄道など会社経営に関わった人物である。長岡を本拠とする長岡銀行が設立（1896年）された際には請われて創立委員に加わり、初代頭取に推されていた。父・達太郎は権三郎の跡を継いで長岡銀行など会社経営に関わり、1904年（明治37年）には衆議院議員に当選した。
誠太郎は祖父の手引きで初め奈良市の中学校に入ったが、閉校により東京府立第四中学校に転校。卒業後は第一高等学校へと進学し、次いでアメリカ合衆国のハーバード大学へ留学して政治経済学を修めた。1907年（明治40年）に家事上の都合で中途退学し帰国した。
2年後の1909年（明治42年）12月、長岡市の電力会社北越水力電気の常務取締役に就任した。これが財界入りの初めである。同社は祖父・権三郎が晩年試みていた信濃川での発電事業を父・達太郎が法人化したもので、1905年（明治38年）の設立以来父が社長、山口政治（権三郎の弟）が常務であった。1910年（明治43年）1月には父が相談役に収まる長岡の製紙会社北越製紙（現・北越コーポレーション）の監査役にも選ばれた。
県外では、1910年3月東京に明治電気株式会社を設立して自ら社長となる。同社は東京三田にある石田電機製作所を石田房吉から引き取って開業した。1910年10月には、台湾の台中に設立された帝国製糖の取締役にも選ばれた。同社は山下秀実（初代社長）や松方正熊（初代常務。松方正義の子）ら鹿児島県出身者や横浜の安部幸兵衛らが設立した製糖会社である。製糖業では、北海道十勝地方進出を目指し帝国製糖の姉妹会社として1919年6月に設立された北海道製糖（現・日本甜菜製糖）でも取締役に就任している。
父・達太郎は東京に本拠を移す目的で1914年（大正3年）1月より東京市麹町区土手三番町（現・千代田区五番町）に寄留することとなった。さらに1917年（大正6年）6月には山口家の財産を管理しつつ市民の金融にも応ずる東京山口銀行を資本金100万円をもって起業した。この東京山口銀行の初代頭取には父・達太郎が就き、誠太郎は常務取締役となっている。

### 相続後
1920年（大正9年）8月、父・達太郎が死去した。これを受けて誠太郎は父の後任として9月17日付で北越水力電気の第2代社長に就任する。さらに10月5日付で同じく父の後任として長岡銀行の第3代頭取に就任した。銀行業では上記の東京山口銀行でも父の死後頭取に昇格している（ただし1932年11月解散）。その他、1920年9月に日本石油および新潟鐵工所の取締役にも選ばれた。日本石油では祖父・父に続く3代連続の取締役就任。同社の機械製作部門が独立して発足した新潟鐵工所では父が1910年の設立以来社長を務めており、誠太郎はその後継取締役であった（ただし社長には就かず）。
相続前の1920年4月、北海道製糖と同じく十勝地方での製糖業のため日本甜菜製糖（初代）が発足すると山口はその初代社長に就任したが、戦後恐慌による経営難で長続きせず1923年（大正12年）6月に明治製糖に吸収された。また1925年（大正14年）11月には明治電気の取締役を辞任した（その後1928年3月に解散）。その一方、安田財閥が進める信託会社起業に発起人として加わり、1925年5月に共済信託（翌年安田信託と改称、現・みずほ信託銀行）として会社が発足すると監査役として入った。1935年（昭和10年）12月、明治製糖が製乳会社極東煉乳（後の明治乳業）を傘下に収めた際には同社監査役に就いている。
1940年（昭和15年）11月、取締役を務める帝国製糖が大日本製糖に合併された。続いて太平洋戦争下の1942年（昭和17年）、社長を務める北越水力電気は配電統制のため電気事業を東北配電（東北電力の前身）に統合して解散した。この際、北越水力電気が兼営していたカーバイド事業は同年5月より北越電化工業（現・北越メタル）として独立し、北越水力電気の経営陣はほとんど新会社へと移ったが、山口は病気のため取締役には就いたものの社長の席は長男の山口順太郎に譲った。戦時統制は長岡銀行にも及んでおり、国の一県一行主義に沿って同じ長岡にある六十九銀行との合併が推進されて1942年12月に合併による新銀行・長岡六十九銀行（戦後北越銀行と改称）が発足した。新銀行の頭取には旧六十九銀行の鷲尾徳之助が就いており、山口は相談役に回っている。長岡銀行に関連してその貯蓄銀行部門である長岡貯蓄銀行（1921年10月設立）の頭取も兼ねていたが、1943年（昭和18年）12月、同社も長岡六十九銀行に合併された。
1944年（昭和19年）12月に北越電化工業の取締役を退任し、翌1945年（昭和20年）6月同社相談役となる。太平洋戦争後には役員を相次いで辞任しており、1947年（昭和22年）1月に安田信託監査役、同年10月に北越製紙監査役・明治乳業監査役をそれぞれ退き、翌1948年（昭和23年）6月30日付で長岡六十九銀行相談役も辞任（入れ替わりで長男・順太郎が監査役に）。1949年（昭和24年）3月には新潟鐵工所取締役を退任した。
1958年（昭和33年）7月、北越電化工業相談役を退任。日本石油取締役には在職したまま、同年11月13日午前6時、急性肺炎のため小国町横沢の自邸で死去した。73歳没。

## 栄典
- 1926年（大正15年）11月16日 - 紺綬褒章（横沢尋常高等小学校増築費ならびに長岡高等工業学校設立費として2万5000円を寄付したため）[33]
- 1929年（昭和4年）2月16日 - 紺綬褒章飾版（大震災善後会に2万5000円を寄付したため）[34]
- 1931年（昭和6年）12月12日 - 紺綬褒章飾版（財団法人帝室博物館復興翼賛会へ1万円を寄付したため）[35]
- 1935年（昭和10年）10月25日 - 紺綬褒章飾版（横沢尋常高等小学校屋内運動場改築費1万2000円を寄付したため）[36]
- 1956年（昭和31年）5月18日 - 黄綬褒章（長岡銀行頭取・北越銀行相談役として地方金融の発展に寄与したため）[37]

## 家族・親族
系譜
山口平三郎（忠次） - 平三郎（次寿） - 喜代太 - 平三郎（寿勝） - 権三郎 - 達太郎 - 誠太郎 - 順太郎
山口家は越後国刈羽郡横沢村（現・新潟県長岡市小国町横沢）の旧家である。家伝によると先祖は戦国時代まで頸城郡山口村（現・上越市吉川区山口）に住む郷士であったが、仕えていた上杉景勝の会津移封に随わず刈羽郡小国郷横沢村へ移住し、前住地から採った「山口」を姓として農地を開き農業を始めたという。江戸時代後期、横沢村を含む小国郷は出羽国上山藩の領地で、この頃山口家は小国郷では唯一の大庄屋格の家であった。
母・キシ（1861年生）は西脇家の出身。西脇家は小千谷の旧家で、従兄にあたる西脇済三郎（1880 - 1962年）は西脇銀行（東京）頭取や太陽生命保険社長などを務めた。弟に山口哲次郎（1892年生・達太郎次男、東京山口銀行取締役のち北越電化工業取締役）と輯治（1895年生・達太郎三男）がいる。また妹しろ（1889年生）は大塚益郎（片貝の素封家で酒造業経営）の長男・伝三郎に嫁いだ。
誠太郎の妻は陸軍軍人で子爵に叙された大島久直の三女・為子（1888年生）。男子は長男の順太郎（1913年生）のみで、他に娘が3人いた。

## 山口育英奨学会
山口誠太郎は戦前から学校への寄付・支援や奨学金の支給といった活動を行っていたが、太平洋戦争終戦直後のインフレーションで運営が止まっていた。誠太郎はこれらを将来的に再開させる意向を持っていたため、死後、遺志に沿って長男・順太郎により「山口育英奨学会」が立ち上げられた。文部省からの認可は1959年（昭和34年）8月15日付である。同奨学会は、株式配当を原資とする高校生・大学生への学資貸与や新潟大学工学部への研究助成を目的としている。